# 白子原の戦い
白子原の戦い（しらこばらのたたかい）は、大永5年8月22日（1525年9月9日）に武蔵国白子（現・埼玉県和光市白子付近）で発生した戦い。
大永年間初頭、古河公方の後継を巡って足利高基と弟の足利義明（後に小弓公方と称する）が対立し、扇谷上杉家の上杉朝興と伊勢氏（後の北条氏）の伊勢氏綱は義明を支援して、高基を支持する山内上杉家の上杉憲房と争っていた。
しかし、大永4年（1524年）1月、朝興と憲房は和睦を結び、これに反発した氏綱は江戸城を占領した（高輪原の戦い）。憲房の支援を受けた朝興と氏綱の戦いは武蔵国各地で繰り広げられ、特に江戸城に近い岩付城と葛西城を巡っては激しい取り合いが続けられた。しかし、葛西城が北条氏（伊勢氏から改姓）の手に落ちたことで氏綱の勢力拡大を警戒した足利義明は朝興を支援することにしたため、氏綱は苦境に立たされた。
それでも、氏綱は大永5年（1525年）2月に岩付城の確保に成功する（岩付城の戦い）と更に北武蔵への進出を図り、朝興は南武蔵の奪還を図った。3月には朝興を支援する上杉憲寛（憲房の養子）が北条方の菖蒲城を攻め落としている。白子原の戦いはその過程で起きた戦いとみられている。
『石川忠総留書』によれば、扇谷上杉家と後北条氏が白子原が激突して上杉軍が勝利し、北条軍は氏綱の代官・伊勢九郎をはじめ800余人が戦死したという。
この戦いで戦死した伊勢九郎は史料によっては「櫛間九郎」とも記されていることから、黒田基樹は櫛間＝福島（ともに「くしま」と読む）と解し、今川氏家臣であった福島氏の一族の1人が、今川氏の客将であった伊勢宗瑞（北条早雲）に従って関東に入り、その家臣となって伊勢の名字を与えられたもので、北条綱成の父であったとする説を唱えている。
翌大永6年（1526年）5月には朝興が蕨城を攻め、同時に足利義明が里見義豊らとともに海路から北条領を攻撃した。11月には両上杉軍が相模国の玉縄城や鵠沼にまで侵攻してきた。この一連の上杉軍の攻勢によって苦境に立たされるが、享禄年間に入ると、山内上杉家及び古河公方の家督争いが始まり、北条氏は苦境を脱することになる（関東享禄の内乱）。